# ماكسيميليان رونغه
ماكسيميليان رونغه (و 9 نوفمبر 1874 في فيينا؛ 10.م سبتمبر 1953 فيها)، كان عقيدًا في جيش الامبراطورية النمساوية المجرية وكان آخر رئيس لمكتب التوثيق في جهاز الاستخبارات العسكرية.

## حياته
من بداية حياته المهنية كان ضابطا ناجحا في جيش الامبراطورية النمسا-المجر، فبعد أن أتم تدريب الضباط في أكاديمية تيريزيا العسكرية في فينر نيوستادت فرز إلى كتيبة سلاح القناصة الثانية التي كانت متمركزة في فيينا وروفيريتو. في الأعوام 1899 إلى 1901 تخرج من المدرسة الحربية في فيينا وقدم خدمته الميدانية في كل غراتس وليباخ (ليوبليانا) ونيسكو.
في عام 1907 نقل إلى مكتب الاستخبارات العسكرية في هيئة الأركان العامة حيث كان تلميذا لدى العقيد ألفريد ريدل، وعندما اكتشف تجسس ريدل لصالح الروس في في عام 1913 ودُفع إلى الانتحار، كان رونغه، إلى جانب رئيس الاستخبارات العسكرية أوغوست أوربانسكي ونائب رئيس الأركان فرانس هوفر والقاضي العسكري فينتسل فوريليك عضوا في اللجنة التي حاولت إنهاء قضية ريدل بصمت ولفلفتها، بناءً على أوامر من رئيس أركان الجيش النمساوي المجري، فرانز كونراد فون هوتزيندورف.
ابتداء من عام 1914 نقل رونغه إلى في قسم الاستخبارات في قيادة الجيش العليا حيث عمل أثناء الحرب العالمية الأولى على ملاحقة «أعداء الدولة» وخصوم الملكية «الثوريين». كذلك تورط في تجاوزات الجيش ضد السكان المحليين مثل الأوكرانيين في غاليسيا، وغيرهم، ففي ضوء الهزائم الكارثية التي لحقت بالجيش في الحرب ضد الإمبراطورية الروسية في الاعوام 1914 و1915 نشأت لدى الجيش النمساوي المجري هستيريا تجسس حقيقية التي تحولت تحت غطاء حالة الطوارئ إلى أعمال عنف تعسفية ضد الرعايا الأوكرانيين في المملكة النمساوية الذين اتهموا جماعيا بدعم الخصم الروسي. على سبيل المثال، كان يُشتبه في قيام جميع مربي الحمام الزاجل في غاليسيا بأغمال تجسس وطالت الأحكام العرفية إطلاقهم لحمائمهم. لم تزعج رونغه في هذا السياق من حقيقة أن الكثير من الموقوفين قد «حوكموا ميدانيا وأعدموا فورا»، بل كون الكثير من المشتبه بهم قد «قضوا مددا طويلة في المحاكم العسكرية في المناطق النائية في تحقيق مضن دون التوصل حتى الآن إلى إدانة وتنفيذ للحكم.» 
كان هذا النهج مفيدا في مسيرة رونغه المهنية، ففي عام 1917 رقّي إلى رتبة عقيد ورئاسة قسم المخابرات في قيادة الجيش العليا ومكتب الاستخبارات العسكرية، ومكّنه موقعه من تدمير عدة صناديق من الوثائق التي كان من الممكن أن تدينه بارتكاب جرائم حرب، ولهذا السبب ظلّ كثير من الأسئلة المتعلقة بمكتب رونغه وأنشطته بدون إجابة.
بعد قيام الجمهورية الأولى، أصبح رونغه نائب رئيس «مكتب الأسرى والمحتجزين المدنيين» في فيينا، وفي الوقت نفسه كان عضوًا في جمعية سرية تتكون من مجموعات موالية للملكية وقوميين ألمان سعت في البداية إلى إطاحة الحكومة الجمهورية التي يقودها الاشتراكيون الديمقراطيون ويعد ذلك إسقاط الجمهورية الديمقراطية نفسها. عرض رونغه نفسه وسيطا بين على هذه المجموعات التي ضمت أيضًا جمعية المحاربين القدامى التي أسسها اليميني هيرمان هيلتلز، ولكن في نهاية المطاف فشلت كل هذه الجهود بسبب الاختلافات البرنامجية والمنافسات والغيرة بين المنظمات المعنية وأشخاصها.
في عام 1932 أحيل رونغه إلى التقاعد، ولكن أعيد تعيينه في عام 1933 رئيسا لمكتب أمن الدولة الخاص، وفي عام 1934 عمل في مكتب مستشار الدولة في عهد إنجلبرت دولفوس، إلا ان مجهوده الاستخباراتي فشل في منع مقتل دولفوس على يد النازيين.

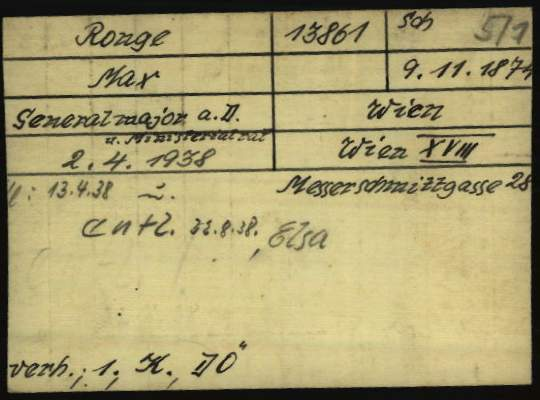
بطاقة تسجيل ماكسيميليان رونغه في معسكر الاعتقال النازي داخاو

رفض رونغه الانضمام إلى قوات الإس إس عقب ضم النمسا إلى الرايخ الألماني، واعتقله النازيون في فيينا ثم رُحّل مع سياسيين آخرين إلى معسكر اعتقال داخاو ضمن ما عرف بنقلية المشاهير. من سجنه في سجن شرطة ميونيخ، أرسل رونغه إلى فيلهلم كاناريس رسالة استعطاف بمناسبة ترقيته إلى نائب أميرال، وأطلق سراح رونغه بعد ذلك في أغسطس 1938 وأمضى الحرب العالمية الثانية في فيينا.
رغم بلوغه سن ال71 ، أجرى رونغه بعد الحرب اتصالات مع قوات الاحتلال الأمريكية في النمسا من أجل «تقديم المشورة» لهم حول إنشاء جهاز سري جديد في النمسا. في عام 1953، وقبل إنشاء مكتب استخبارات الجيش النمساوي الجديد، توفي ماكسيميليان رونغه ودُفن في مقبرة غيرستهوف في فيينا.

## شخصيته
يعتقد عضو الحزب النازي اللاحق إدموند جلايس-هورستيناو، الذي أتيحت له الفرصة للتعرف على رونغه بشكل أفضل خلال الحرب العالمية الأولى، أن رونغه «رأى أولا الشرير في الشخص»، الذي «كان عليه إثبات العكس».  عمل حفيد رونغه، المؤرخ النمساوي غيرهارد ياغشيتس على تحقيق وثائق جده المكتوب والمؤلفة من 80 صندوقا، ونشر بالاشتراك مع فيرينا موريتز وهانس لايدنغر ياغشيتز كتابًا عن رونغه بعنوان «في قلب السلطة».

## كتاباته (بالألمانية)
- Schiedsrichter, Sonderabdruck aus "Streffleurs Militärische Zeitschrift", Wien 1907.
- Das Werk des Feldmarschalls Conrad, in: Militärwissenschaftliche und Technische Mitteilungen, Heft 11/12, 1924, S. 481 ff.

- Das Kriegsgefangenen- und Zivilinternierten-Amt und der Heimtransport der österreichischen Kriegsgefangenen, in: Bundesvereinigung der ehemaligen österreichischen Kriegsgefangenen (Hrsg.), In Feindesland. Die Gefangenschaft im Weltkriege in Einzeldarstellungen, Band 2, Wien 1931, S. 336 ff.
- Zwölf Jahre Kundschaftsdienst: Kriegs- und Industrie-Spionage. Amalthea-Verlag, Zürich 1933.
- Meister der Spionage. Payne Verlag, Leipzig 1935.